# Штерн, Пауль

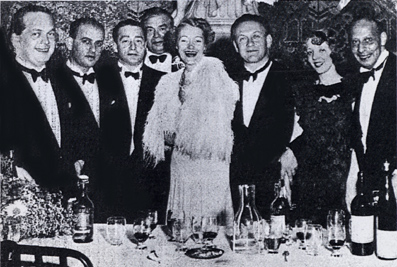
Команда-победитель чемпионата мира 1937 года, слева направо: Карл Шнайдер, Ганс Йеллинек, Эдуард Фришхауер, Пауль Штерн (капитан), Джозефин Калбертсон (США), Уолтер Херберт, Хелен Собел (США) и Карл фон Блёдорн

Пауль Штерн (нем. Paul Stern, 1892—1948) — австрийский адвокат, дипломат и игрок в бридж, теоретик бриджа и организатор. Способствовал раннему развитию игры.
В 1929 году основал Австрийскую федерации бриджа и был её первым президентом.
Был членом австрийской команды, которая победила на первых 2-х чемпионатах Европы (1932 — Схевенинген, 1933 — Лондон). В 1935 разработал Венскую системы (Австрийскую систему), первая система торговли в бридже получившая широкий международный успех.
После включение Австрии в состав Германии, вернул Железный крест полученный в Первую мировую, нацистскому режиму с оскорбительным письмом. После этого был добавлен на 11 место в список смертников. В 1938 году был вынужден искать убежище в Англии.

## Публикации
- Stern, Paul (1937). Wij Bieden: De Biedtechniek Der Weensche Wereldkampioenen.
- Stern, Paul; Butler, Geoffrey L. (1945). The Two-Club System of Bidding.
- Stern, Paul; Forward by Belsey, Margaret (1938). The Stern Austrian System. London: Harrop.
- Darvas, Robert; Hart, Norman de Villiers; Compèred by Stern, Paul (1947). Right Through the Pack: A Bridge Fantasy. London: Contract Bridge Equipment Ltd.
- Stern, Paul; Smith, A. J. (1945). Sorry, Partner (120 everyday hands that have been mis-bid, mis-played or mis-defended). London: Faber and Faber.
- Stern, Paul; Smith, A. J.; Hart, Norman de Villiers (1947). The Vienna System of Contract Bridge. London: Contract Bridge Equipment Ltd.